# Xanthos și Balios

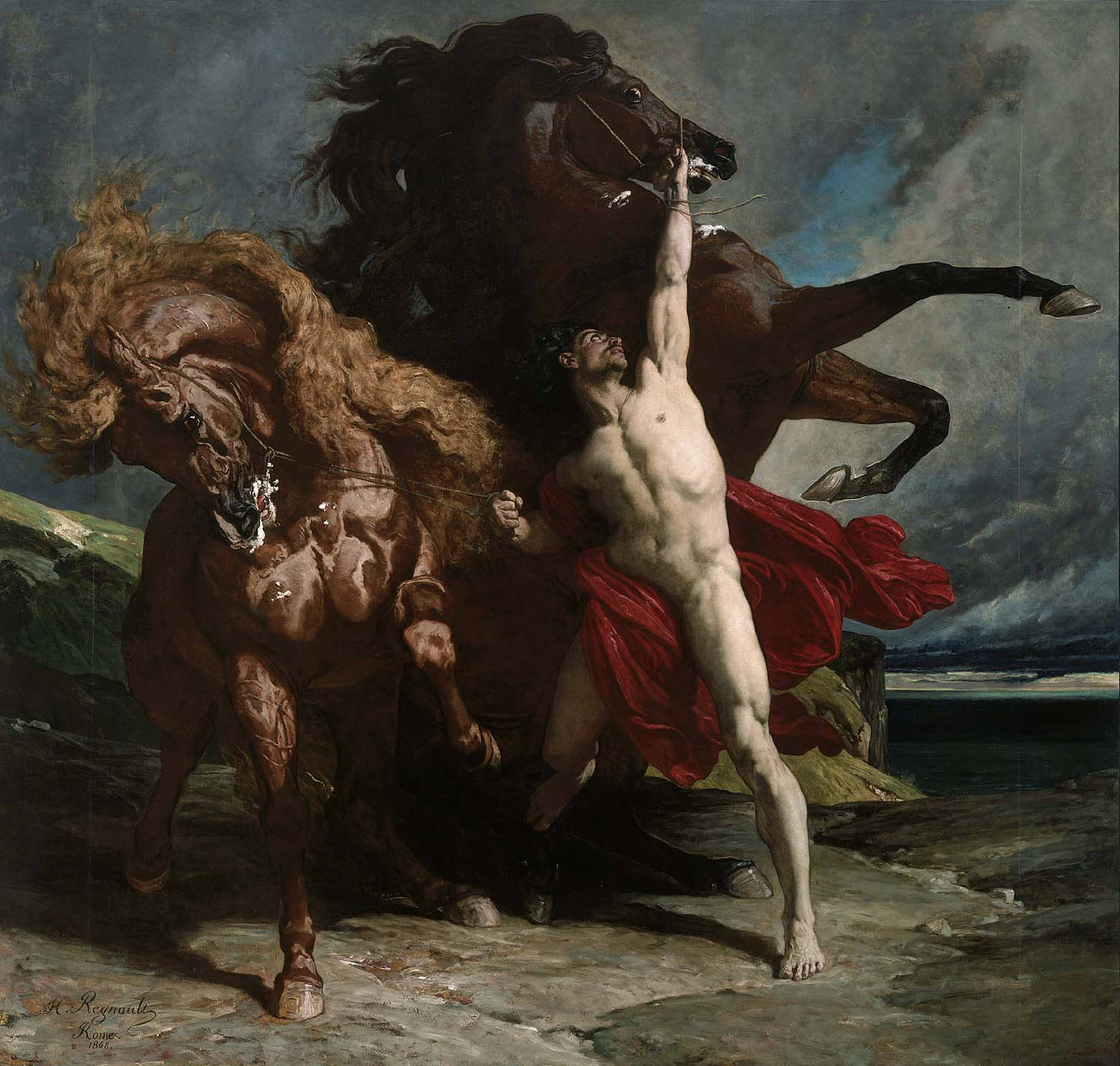
Balios și Xanthos

Xanthos (/ˈzænθəs/; în greaca veche: Ξάνθος, Xanthos, „bălan”) și Balios (/ˈbeɪliəs/; în greaca veche: Βάλιος, Balios, posibil „pătat”) au fost, conform mitologiei grecești, doi cai nemuritori, descendenți ai harpiei Podarge și ai vântului de apus, Zephyrus; după o altă tradiție, tatăl lor a fost Zeus.

## Mitologie

### Caii lui Ahile
Poseidon, stăpânul mărilor, i-a dat doi cai regelui Peleus din Fthia pe post de cadou de nuntă, atunci când Peleus s-a căsătorit cu nereida Thetis. Peleus i-a dăruit caii, mai târziu, fiului său, Ahile, care i-a luat pentru a trage carul său de luptă în timpul Războiului Troian.
Cartea 16 a Iliadei relatează că Ahile a avut un al treilea cal, Pedasos, care a fost înhămat la car ca un „cal de urmărire”, împreună cu Xanthus și Balios. Ahile îl capturase pe Pedasos, atunci când a cucerit orașul lui Eetion. Pedasos era muritor, dar el putea ține pasul cu caii divini. Sarpedon, prințul din Licia și aliat al Troiei, l-a ucis pe Pedasos atunci când sulița sa l-a ratat pe Patrocle. Camaradul de arme al lui Ahile, Patrocle, obișnuia să-i hrănească și să-i îngrijească pe acești cai. În Iliada, se povestește cum, atunci când Patrocle a fost ucis în luptă, Xanthus și Balius au rămas nemișcați pe câmpul de luptă și au plâns amarnic.
În Iliada 17.474-8, Automedon, conducătorul carului lui Ahile, afirmă că numai Patrocle era capabil să-i stăpânească deplin pe acești cai. Când Xanthos a fost mustrat de îndoliatul Ahile pentru că a permis ca Patrocle să fie ucis, Hera i-a acordat lui Xanthos darul vorbirii ceea ce a încălcat legea Divină, permițând calului să-i spună că un zeu l-a ucis Patrocle și că un zeu îl va ucide pe Ahile. După moartea lui Ahile, furiile l-au lovit pe calul insolent.

### Calul lui Diomede
Un alt Xanthos, diferit de calul menționat mai sus, a fost unul dintre caii lui Diomede din Tracia, care a hrănit animalele cu carne de om. Capturarea acestor cai a fost a opta din cele douăsprezece munci ale semizeului Heracle.